# Distretto di Sirohi
Il distretto di Sirohi è un distretto del Rajasthan, in India, di 850 756 abitanti. È situato nella divisione di Jodhpur e il suo capoluogo è Sirohi.